# 国道93号線
国道93号線（Þjóðvegur 93）あるいはセイジスフィアルザルヴェグル (Seyðisfjarðarvegur) は、アイスランドの東地方を走る国道である。エイイルススタジルとセイジスフィヨルズルを結ぶ路線であり、セイジスフィヨルズルではデンマークと連絡するフェリーが運航していることから、重要な位置づけとなっている。